# Теротехнология
Теротехнология — технология обеспечения эффективной работы оборудования в течение всего срока его службы с учётом технических, технологических и организационных факторов и связей между ними. 
Теротехнология  как  наука  возникла  в  связи  с  поиском  пути  повышения  эффективности  эксплуатации  техники. Она классифицирует принципы и элементы технического обслуживания и ремонта учитывая моральный износ оборудования. Это технология обеспечения эффективного функционирования оборудования в течение всего срока службы, увязывает обеспечение с качеством проектирования, монтажа и эксплуатации оборудования. 